# Tsubasa Yonaga
Tsubasa Yonaga (japanisch 代永 翼, * 15. Januar 1984 in Präfektur Kanagawa) ist ein japanischer Seiyū und Sänger.

## Leben
Yonaga wuchs in Ushiku, Präfektur Ibaraki, mit zwei Schwestern auf. Als sich seine Stimme während des Stimmbruchs kam veränderte, erzählte sein Klassenlehrer von der Möglichkeit Seiyū. 
Nach seinem Abschluss im Synchronsprecherkurs an der Berufsschule Tokyo Media Academy trat er bei School Duo ein, eine Synchronsprecher-Ausbildungsschule, die Ken Production angeschlossen ist.
2006 gab er sein Debüt als Synchronsprecher. 2008 gewann Yonaga den Best Rookie Award bei den 2. Seiyu Awards.
Er ist seit 2015 mit der Synchronsprecherin Yuka Nishigaki verheiratet. Sie haben ein Kind.

## Filmographie (Auswahl)

### Animation
- 2007: Gigantic Formula
- 2007: Big Windup!
- 2007: Wangan Midnight
- 2008: Bamboo Blade
- 2008: Bleach
- 2008: Chaos;Head
- 2008: Persona: Trinity Soul
- 2008: S · A: Special A
- 2008: Shugo Chara!
- 2009: Guin Saga
- 2009: Yumeiro Patissiere
- 2009: Stitch! ~Itazura Alien no Daibōken~
- 2010: Demon King Daimao
- 2010: MM!
- 2010: Beyblade: Metal Fusion
- 2010: Model Suit Gunpla Builders Beginning G
- 2010: Ōkiku Furikabutte ~Natsu no Taikai Hen~
- 2011: Cardfight!! Vanguard
- 2011: Chihayafuru
- 2011: Persona 4
- 2011: Tiger &amp; Bunny
- 2012: Acchi Kocchi
- 2012: Area no Kishi
- 2012: Cardfight!! Vanguard: Asia Circuit
- 2012: Fairy Tail
- 2012: La storia della Arcana Famiglia
- 2012: One Piece
- 2012: Sword Art Online
- 2012: Tasogare OtomexAmnesia
- 2013: Cardfight!! Vanguard: Link Joker
- 2013: Chihayafuru 2
- 2013: Free! – Iwatobi Swim Club
- 2013: Hakkenden: Tōhō Hakken Ibun
- 2013: Inazuma Eleven GO Galaxy
- 2013: Uta no Prince-sama Maji Love 2000% (Season 2)
- 2013: Valvrave the Liberator
- 2013: Yowamushi Pedal
- 2014: Cardfight!! Vanguard: Legion Mate
- 2014: Donten ni Warau
- 2014: Free! Eternal Summer
- 2014: Log Horizon
- 2014: Love Stage!!
- 2014: Mobile Suit Gundam-san
- 2014: Yowamushi Pedal Grande Road
- 2015: Ace of Diamond
- 2015: Cute High Earth Defense Club Love!
- 2015: World Trigger
- 2015: Uta no Prince-sama Maji Love Revolutions (Season 3)
- 2015: Akagami no Shirayuki-hime
- 2016: Beyblade Burst
- 2016: Cardfight!! Vanguard G: GIRS Crisis
- 2016: Reikenzan: Hoshikuzu-tachi no Utage
- 2016: Zutto Mae Kara Suki Deshita: Kokuhaku Jikkō Iinkai
- 2016: D.Gray-man Hallow
- 2016: Uta no Prince-sama Maji LOVE Legend Star (Season 4)
- 2016: Suki ni Naru Sono Shunkan o: Kokuhaku Jikkō Iinkai
- 2017: Kenka Bancho Otome: Girl Beats Boys
- 2017: Yowamushi Pedal: New Generation
- 2017: Cardfight!! Vanguard G: NEXT
- 2017: Cardfight!! Vanguard G: Z
- 2017: Vatican Miracle Examiner
- 2017: UQ Holder!
- 2018: IDOLiSH7
- 2018: Beyblade Burst God
- 2018: Free! Dive to The Future
- 2018: Cardfight!! Vanguard カードファイト!! ヴァンガード
- 2018: Yowamushi Pedal: Glory Line
- 2018: The Thousand Musketeers
- 2019: Chihayafuru 3
- 2020: A Destructive God Sits Next to Me
- 2020: IDOLiSH7 Second Beat!
- 2021: IDOLiSH7 Third Beat!

### Animefilme
- 2017: Free! Timeless Medley
- 2018: The Seven Deadly Sins the Movie: Prisoners of the Sky[6]
- 2019: Grisaia: Phantom Trigger the Animation[7]
- 2021–2022: Free! The Final Stroke Part 1[8]
- 2022: Toku Touken Ranbu: Hanamaru ~Setsugetsuka~[9]

- 2014: Alice in Borderland[10]
- 2014: Hybrid Child[11]
- 2018: Yarichin Bitch Club[12]
- 2023: Sailor Moon Cosmos

### Webanime
- 2015: Sailor Moon Crystal
- 2023: Record of Ragnarok II[13]

### Games
- 2006: Time Hollow
- 2008: Real Rode
- 2008: VitaminZ
- 2008: Chaos;Head
- 2009: Chaos;Head Noah
- 2010: Blaze Union
- 2011: Chaos Code
- 2011: Corpse Party: Book of Shadows
- 2011: Tales of Xillia
- 2011: Tokyo Yamanote Boys (Honey Milk Disc)
- 2012: E.X. Troopers
- 2012: Fairy Tail
- 2012: Tales of Xillia 2
- 2012: Toki to Towa
- 2012: Unchained Blades
- 2014: Houkago Colorful Step: Undo-bu!
- 2014: Majou Ou
- 2014: Snow Bound Land
- 2014: IDOLiSH7
- 2016: Kamen Rider Battride War Genesis
- 2016: Kenka Banchou Otome
- 2016: Tales of Berseria
- 2016: Digimon Universe: Appli Monsters
- 2018: Senjuushi The Thousand Noble Musketeers
- 2019: Another Eden
- 2019: Ayakashi: Romance Reborn
- 2021: Argonavis from BanG Dream AASide